# Jesse Helms
Jesse Alexander Helms, Jr. (født 18. oktober 1921, død 4. juli 2008) var en amerikansk politiker, der fem gange blev valgt som senator for det republikanske parti fra North Carolina. Han var formand for senatets udenrigskomite og var blandt andet kendt for sine markante konservative holdninger som indædt modstander af kommunisme, abort, rettigheder for homoseksuelle og skattestigninger.